# Chevrolet Suburban
Der Chevrolet Suburban ist ein großer Kombinationskraftwagen und eines der traditionsreichsten Fahrzeuge des US-amerikanischen Automobilkonzerns General Motors (GM), der unter der Automobilmarke Chevrolet produziert wird. Die erste Version des großen und schweren Wagens wurde bereits 1935 gebaut. Er ist bis heute der größte in Serie gebaute Geländewagen mit bis zu neun Sitzplätzen und ein vielgenutztes Polizei- und Militärfahrzeug in den USA, wo er auch unter der Marke GMC Suburban vermarktet wurde. In Australien wurde er kurzzeitig als Holden Suburban angeboten.

## Geschichte
Viele Autohersteller in den Vereinigten Staaten benutzten den Namen „Suburban“ zur Bezeichnung eines Kombi mit Fenstern, der auf einem Nutzfahrzeug-Rahmen basierte. Mit dem Produktionsende des Dodge Town Wagon 1966 produzierte danach nur noch General Motors (GM) einen Suburban.
In den ersten Jahren war der Suburban von Chevrolet ein großer zweitüriger Kombi mit Frontmotor und Hinterradantrieb und damit im Grunde ein schwerer Pkw. Ab dem Modelljahr 1960 basierte der Suburban dann auf dem Fahrgestell eines leichten Lkw (Pick-up) und war damit ein Geländewagen bzw. später Kombinationskraftwagen, zunächst mit zwei Türen. In dieser Modellgeneration war zum ersten Mal auch Allradantrieb erhältlich.
In den Jahren 1967 bis 1972 besaß der Suburban drei Türen („Three doors“), eine auf der Fahrerseite und zwei auf der Beifahrerseite. Nach wie vor war das Fahrzeug mit Hinterradantrieb oder Vierradantrieb (4WD) erhältlich und stilistisch an die zeitgenössischen Pick-ups von Chevrolet angelehnt.
Die dritte Generation des Suburban von 1973 bis 1991 war fünftürig und verfügte über bis zu neun Sitzplätze in einer nochmals größeren Karosserie. Er hatte dabei eine am damaligen Chevrolet Blazer der Serie K/K5 (1969–1995) orientierte ähnliche betont kantige jedoch längere Karosserie, welche den Suburban zum größten in Serie gebauten Geländewagen machte. Bei dieser Serie gab es zeitweise auf Wunsch einen permanenten Allradantrieb mit zentralem Differential, ansonsten wie schon zuvor mit einem zuschaltbaren starren Durchtrieb ohne zentrales Ausgleichsgetriebe.
Die vierte Serie von 1991 bis 1999, welche auf der GMT400-Plattform aufgebaut ist, zeigte sich stilistisch als auch technisch wesentlich modernisiert. Auch bei dieser Modellgeneration war der Suburban mit Zweirad- oder Vierradantrieb erhältlich. Innerhalb der Modellpalette von Chevrolet rangierte der Suburban fortan weiter als größter Geländewagen oberhalb des optisch ähnlichen, kürzeren Chevrolet Tahoe der ersten Generation (1992 bis 1995 baugleich zu den zweitürigen GMC Yukon bzw. Chevrolet Blazer K5).
Die Version des Suburban die von 1999 bis 2005 gebaut wurde, basiert auf der Plattform GMT800, auf der auch der Cadillac Escalade ESV oder der GMC Yukon XL (die neue Bezeichnung für den GMC Suburban) aufbauen. Er bietet nach wie vor bis zu neun Passagieren Platz.
Das Fahrzeug gab es in vielen Varianten und Ausstattungslinien sowie in drei Motorisierungen:
Von 1991 bis 1999 mit einem 5,7-Liter-Smallblock-V8-Motor mit 254 PS, einem 7,4-Liter-Bigblock-V8-Motor mit 290 PS – jeweils als Otto-Viertaktmotor – und einem 6,5-Liter-V8-Smallblock-Dieselmotor mit Turboaufladung und 195 PS.
Von Ende 1999 bis 2005 mit einem 5,3-Liter-Vortec-Smallblock-V8-Motor mit 217 kW (295 PS), einem 6-Liter-V8-Motor mit 246 kW (335 PS) und einem 8,1-Liter-V8-Bigblock mit 235 kW (325 PS).
Bei der zwischen 2006 und 2014 im Verkauf befindliche Generation (GMT900-Plattform) wurde auf den 8,1-Liter-Bigblock-Motor verzichtet und auf kleinere Vortec-V8-Motoren, die optional auch E85-tauglich sind, mit bis zu 6 Litern Hubraum und 259 kW maximaler Leistung gesetzt.
Die seit 2014 angebotene Generation basierte auf der GMTK2XX-Plattform.
Mit der auf der GMTT1XX-Plattform basierenden Baureihe wurde Ende 2019 eine neue Generation vorgestellt.

## Erste Generation (1933–1934)
Chevrolet bot einen Kombi an, der auf dem Rahmen des 0,5-Tonnen-Leichtlastwagens ruhte. Dieser Wagen wurde speziell für die Nationalgarde und das Civilian Conservation Corps gebaut. Der größte Teil des Aufbaus bestand aus Holz und besaß bis zu acht Sitzplätze.

## Zweite Generation (1935–1940)
Chevrolet bot die neue Karosserieversion als „Carryall Suburban“ an. Sie besaß Rahmen und Vorderwagen des Halbtonners aus diesen Jahren, war jedoch ein Ganzstahl-Kombi, der sich in der Form nur wenig von den zeitgenössischen „Woodies“ unterschied. Die Wagen besaßen bis zu acht Sitzplätze, drei vorne, zwei in der Mitte und drei hinten. Die Hecktür war entweder zweiflügelig links und rechts angeschlagen oder horizontal geteilt in ein nach oben öffnendes Heckfenster und eine nach unten öffnende Klappe.
Ab 1937 vermarktete General Motors das Modell weitgehend baugleich mit der Bezeichnung „Suburban“ auch unter der eigenständigen, auf Nutzfahrzeuge spezialisierten Marke GMC.

## Dritte Generation (1941–1946)
Der Suburban wurde in den Modelljahren 1941, 1942 und 1946 gebaut. Während des Zweiten Weltkrieges wurde er als militärisches Transportfahrzeug gebaut. Auch dieses Modell besaß bis zu acht Sitzplätze. Die Modelle mit hinteren Flügeltüren hießen „3106“, die mit teilbarer Heckklappe „3116“. Die Chevrolet-Version war mit einem Reihensechszylindermotor mit 3540 cm³ Hubraum ausgestattet, die GMC-Version mit einem solchen mit 3736 cm³. Um den Bedarf der US-Army zu decken, wurde zum Teil auch bei Dodge gefertigt. Zu den Varianten und Daten der Fahrzeuge folgende Übersicht.
| Bezeichnung                 | Herstellerangabe                                                                           | Verwendung/Bemerkung                                     |
| --------------------------- | ------------------------------------------------------------------------------------------ | -------------------------------------------------------- |
| Carryall 1⁄2-ton, 4x2       | Chevrolet Motor Div. (General Motors Corp.) Dodge Brothers Corp. (Div. of Chrysler Corp.). | Kombi mit Fenstern, TM 9-2800, S. 138–139.               |
| Canopy Express 1⁄2-ton, 4x2 | Chevrolet Motor Div. (General Motors Corp.)                                                | Kombi mit Seitenplane, TM 9-2800, S. 140–141.            |
| Panel Delivery 1⁄2-ton, 4x2 | Chevrolet Motor Div. (General Motors Corp.) Dodge Brothers Corp. (Div. of Chrysler Corp.). | Kombi ohne hintere Seitenfenster, TM 9-2800, S. 144.     |
| Panel Delivery 3⁄4-ton, 4x2 | Chevrolet Motor Div. (General Motors Corp.)                                                | Kombi ohne hintere Seitenfenster, TM 9-2800, S. 160–161. |
| Pickup 3⁄4-ton, 4x2         | Chevrolet Motor Div. (General Motors Corp.)                                                | Lieferpritsche TM 9-2800, S. 160–161.                    |
| Canopy Express 1-ton, 4x2   | Chevrolet Motor Div. (General Motors Corp.)                                                | Kombi mit Seitenplane, TM 9-2800, S. 174–175.            |
| Canopy Express 1⁄2-ton, 4x2 | Chevrolet Motor Div. (General Motors Corp.)                                                | Kombi mit Seitenplane, TM 9-2800, S. 182–183.            |
| Panel Delivery 1⁄2-ton, 4x2 | Chevrolet Motor Div. (General Motors Corp.)                                                | Kombi ohne hintere Seitenfenster, TM 9-2800, S. 188–189. |

## Vierte Generation (1947–1955)
1952 gab es den Suburban mit hinteren Flügeltüren oder horizontal geteilter Heckklappe. Wie beim Vorgänger hießen die Modelle mit hinteren Flügeltüren „3106“, die mit teilbarer Heckklappe „3116“. Die mittlere Sitzreihe bestand aus einer 2/3-Sitzbank, die Zugang zur hinteren Sitzreihe ermöglichte, dafür konnte der rechte Sitzplatz nach vorne geschoben werden. Ab 1953 wurde in den GMC-Modellen ein 4-stufiges Hydra-Matic-Automatikgetriebe von GM angeboten und 1954 auch in den Suburban von Chevrolet.
In dieser Generation wurden letztmals „Canopy Express“-Modelle (Kombis auf dem Rahmen eines LLKW) angeboten.
Das Styling des 1949er-Modells inspirierte ein halbes Jahrhundert später das des Chevrolet HHR.

## Fünfte Generation (1955–1959)
Erst am 25. März 1955, mitten im Modelljahr, wurden neu konstruierte und gestylte Chevrolet Suburban eingeführt. Alle Chevrolet-Modelle erhielten ein neues Styling mit flacherer Motorhaube, vorderen Kotflügeln in einer Linie mit dem Rest der Karosserie und einem trapezförmigen Kühlergrill. Den V-förmigen Tachometer teilte sich der Suburban mit den PKW-Modellen der Marke.
Als Motoren gab es Reihensechszylinder- und die Small-Block-V8-Motoren. Die Chevrolets besaßen den V8-Motor mit 4342 cm³ und später 4638 cm³, während GMC einen Pontiac-basierten V8-Motor einsetzte. Die Modellnummern wurden aus dem Vorjahr übernommen, wobei 1957 die Nummern „3156“ für das allradgetriebene Modell mit Flügeltüren und „3166“ für das mit geteilter Heckklappe hinzukamen.

## Sechste Generation (1960–1966)
Das Styling der Modelljahre 1960/1961 nahm Anleihen bei den Chevrolet-Modellen der 1950er-Jahre. Die Fahrzeuge hatten große ovale Lufteinlässe über dem Kühlergrill. 1960 gab es eine neue Einzelradaufhängung vorne und eine Panoramawindschutzscheibe. Es gab wieder Flügeltüren und horizontal geteilte Heckklappe. Ab 1962 verschwanden die großen ovalen Lufteinlässe an der Front wieder. 1964 erhielten die Wagen eine flachere Windschutzscheibe und größere Seitenfenster. Die Nutzlast stieg auf 520 kg.
Bei dieser Generation gab es erstmals bei allen Modellen auf Wunsch einen werksgefertigten Allradantrieb („K“). Die hinterradgetriebenen „C“-Modelle hatten vorne eine Einzelradaufhängung mit Drehstabfedern und hinten eine Starrachse an gezogenen Längslenkern und Schraubenfedern. 1963 aber kehrte man zu einer konventionelleren Aufhängung zurück.
Die Chevrolets waren sowohl mit Reihensechszylindermotoren als auch mit Small-Block-V8-Motoren lieferbar. Den GMC gab es auch mit einem 4998-cm³-V6-Motor aus der mittleren LKW-Linie von GMC; mit hohem Drehmoment, aber auch hohem Benzinverbrauch. Es gab handgeschaltete Drei- und Vierganggetriebe und auch eine Powerglide-Automatik.
Stageway in Fort Smith, Arkansas, fertigte eine Version für 15 Passagiere. Diese umgebauten Suburban hatten drei Türen auf der rechten Fahrzeugseite, einen Radstand von 4343 mm und wogen 2858 kg.
Nach 1966 gab es keine Eintonner (C30) mehr.

## Siebte Generation (1967–1972)

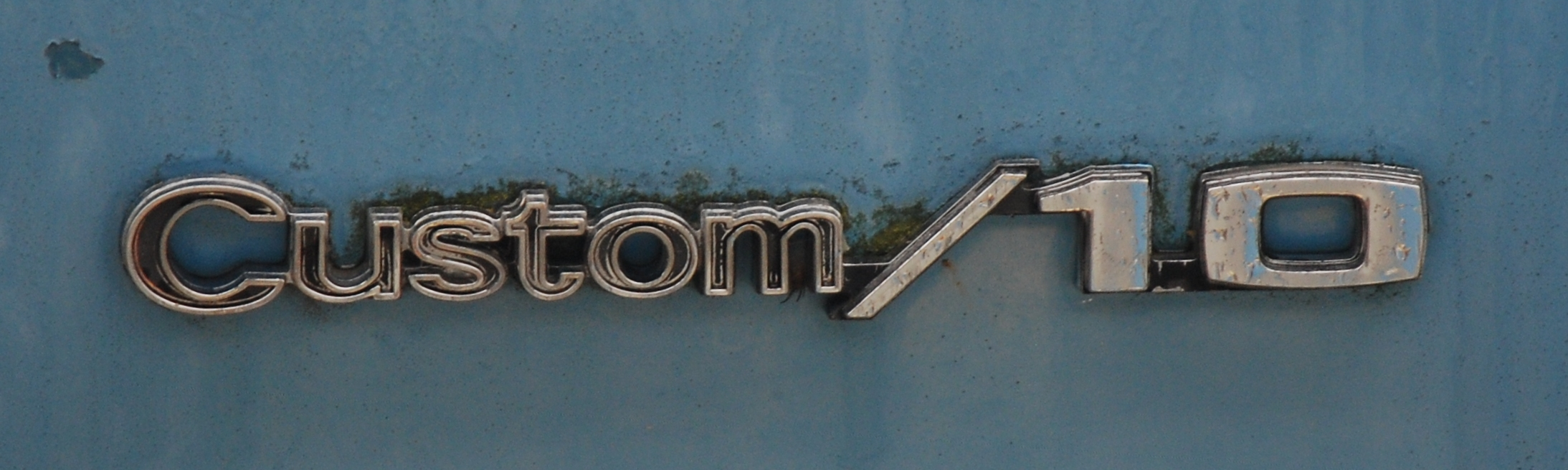
Typenschild eines Chevrolet Suburban C10

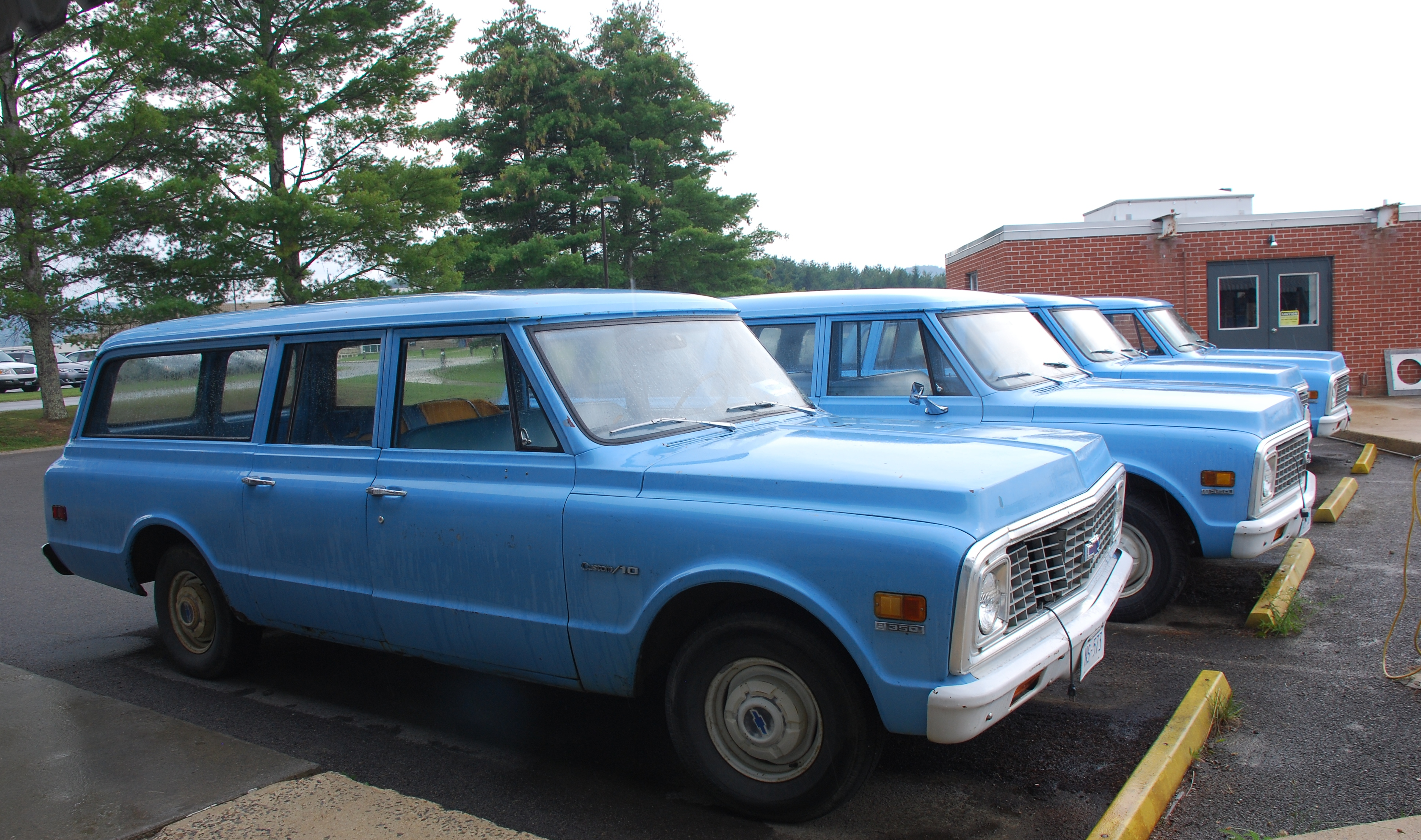
Chevrolet Suburban C10

Die C/K-Suburban der zweiten Generation erkennt man an der einzelnen Fahrertür auf der linken Seite und den beiden Türen auf der rechten Seite. Es gab heckgetriebene und allradgetriebene Modelle.
Es gab V6-Motoren (z. B. von Chevrolet mit 4785 cm³ und von GMC mit 4998 cm³) und V8-Motoren mit 4637 cm³, 5031 cm³, 5359 cm³, 5735 cm³ und 6555 cm³. Erstmals war ein Dreivierteltonner verfügbar.
In dieser Generation wurden letztmals die Kombimodelle C-10 und C-20 angeboten, zuletzt 1970.
1971 wurden Scheibenbremsen an den Vorderrädern eingeführt, und 1972 gab es bei den heckgetriebenen Versionen letztmals Schraubenfedern an der Hinterachse. 1972 wurde auch ein kleineres Gehäuse für die Klimaanlage der Rücksitzpassagiere eingeführt. Die ab 1967 erhältlichen Geräte beanspruchten vorher die gesamte Dachlänge. 1971 gab es auf Wunsch ein verstellbares Lenkrad.

### Brasilianische Version
1964 führte Chevrolet in Brasilien eine 5-türige Version des Suburban namens Veraneio (auch C-14/16) ein. Sie basierte auf der 6. Generation der in den USA gefertigten Suburban, allerdings mit einer eigens für Brasilien entwickelten Karosserie. Anfangs wurde sie von einem Reihensechszylindermotor von Chevrolet mit 4,2 Liter Hubraum angetrieben, der auf dem bis 1962 gefertigten „Stovebolt“-Motor basierte. Später wurde der 4,1-Liter-Motor des brasilianischen Mittelklasse-PKWs Chevrolet Opala eingesetzt. Die ursprüngliche Version des Varaneiro wurde mit einem anderen Kühlergrill und anderer Innenausstattung bis 1988 gefertigt, dann aber durch eine moderne Version der C-20-Familie ersetzt.
1997 führte GM in Brasilien den Pick-up Silverado ein, der die C-Serie ersetzte. Die brasilianische Version des Suburban, die bis 2001 im gleichen Stil wie der US-amerikanische Tahoe von 1992 gebaut wurde, hieß Grand Blazer und war der Nachfolger des Varaneiro. Der 4,1-Liter-Motor mit 103 kW wurde in beiden Modellen angeboten. Auf Wunsch gab es auch einen 4,2-Liter-Turbodieselmotor mit 125 kW.

## Achte Generation (1973–1991)
Mit der 8. Generation wurde der Suburban ein 5-türiger Geländewagen. Die Karosserieform mit den gerundeten Linien wurde 19 Jahre lang fast unverändert gebaut. Es gab Versionen mit Hinterradantrieb (C) oder Allradantrieb (K), solche mit 0,5 Tonnen Nutzlast und solche mit 0,75 Tonnen (Bezeichnung „10“ und „20“ bei Chevrolet, bzw. „1500“ und „2500“ bei GMC). Der Eintonner hieß bei GMC „C30 / K30“, bei Chevrolet „3500“.
Die Suburban des Modelljahres 1973 besaßen nun auf beiden Seiten je zwei Türen (die früheren Generationen hatten jeweils nur eine Tür auf der Fahrerseite) eine Klimaanlage für die vordere und die mittlere Sitzreihe, einen Gepäckträger, eine Heizung unter der dritten Sitzreihe und Trittstufen für leichteren Einstieg. Auf Wunsch war das hintere Differential mit einer automatischen Sperre versehen.
Basismotorisierung war der Chevrolet-Small-Block-V8-Motor mit 4998 cm³ Hubraum. V8-Motoren mit 5735 cm³ oder 6555 cm³ Hubraum waren lieferbar. Zum ersten Mal gab es auch den Chevrolet-Big-Block-V8-Motor mit 7440 cm³ Hubraum. Ab 1982 war auch der Detroit-Diesel-V8-Motor mit 6211 cm³ Hubraum und 97 kW Leistung zu ordern. Der Dieselmotor wurde später zum beliebtesten Motor für die nach Europa exportierten Suburban.
Das dreistufige Automatikgetriebe Turbo-Hydra-Matic 350 gab es nur für die Small-Block-Motoren. Das Turbo-Hydra-Matic 400 wurde für den Big-Block-Motor und den Dieselmotor eingesetzt. 1981 wurde das vierstufige Automatikgetriebe Turbo-Hydra-Matic 700R4 für alle Small-Block-Motoren und den Dieselmotor eingeführt. Es gab auch Pakete mit reduzierter Achsübersetzung und zusätzlichen Kühlern für schwere Lasten.
Als Ausstattungslinien gab es die Grundausstattung und die bessere Silverado-Ausstattung. Auf Wunsch gab es eine dritte Sitzreihe, sodass neun Personen befördert werden konnten. Dafür gab es auch eine Heckheizung als Sonderausstattung.
Ab 1981 gab es automatisch verriegelbare Radnaben für die Vorderachse, sodass der Allradantrieb während der Fahrt zugeschaltet werden konnte, und das NP-205-Mitteldifferntial wurde bei den meisten Modellen durch den Typ NP-208 ersetzt.
1984 gab es hinten asbestfreie Bremsbeläge und 1985 einen neuen Kühlergrill. 1985 entstanden insgesamt 64.670 Suburban.
1986 und 1987 wurde die Gemischaufbereitung der Ottomotoren von Vergaser auf Einpunkteinspritzung umgestellt. Die GM-Einspritzanlage heißt Throttle body injection (TBI) und entspricht technisch der Rochester Fuel Injection. Sie arbeitet mit einem äußerst niedrigen Einspritzdruck von 70 kPa. 1990 erhielt der Suburban ein ABS für die Hinterachse und 1991 wurde das Schwerlast-Automatikgetriebe GM-4L80 eingeführt.
Von 1987 bis 1991 hießen die früheren Chevrolet C/K-Modelle R, bzw. V. Dies geschah, um eine Verwechslung mit den Chevrolet-C/K-Pritschenwagen zu vermeiden, die 1988 eingeführt wurden.

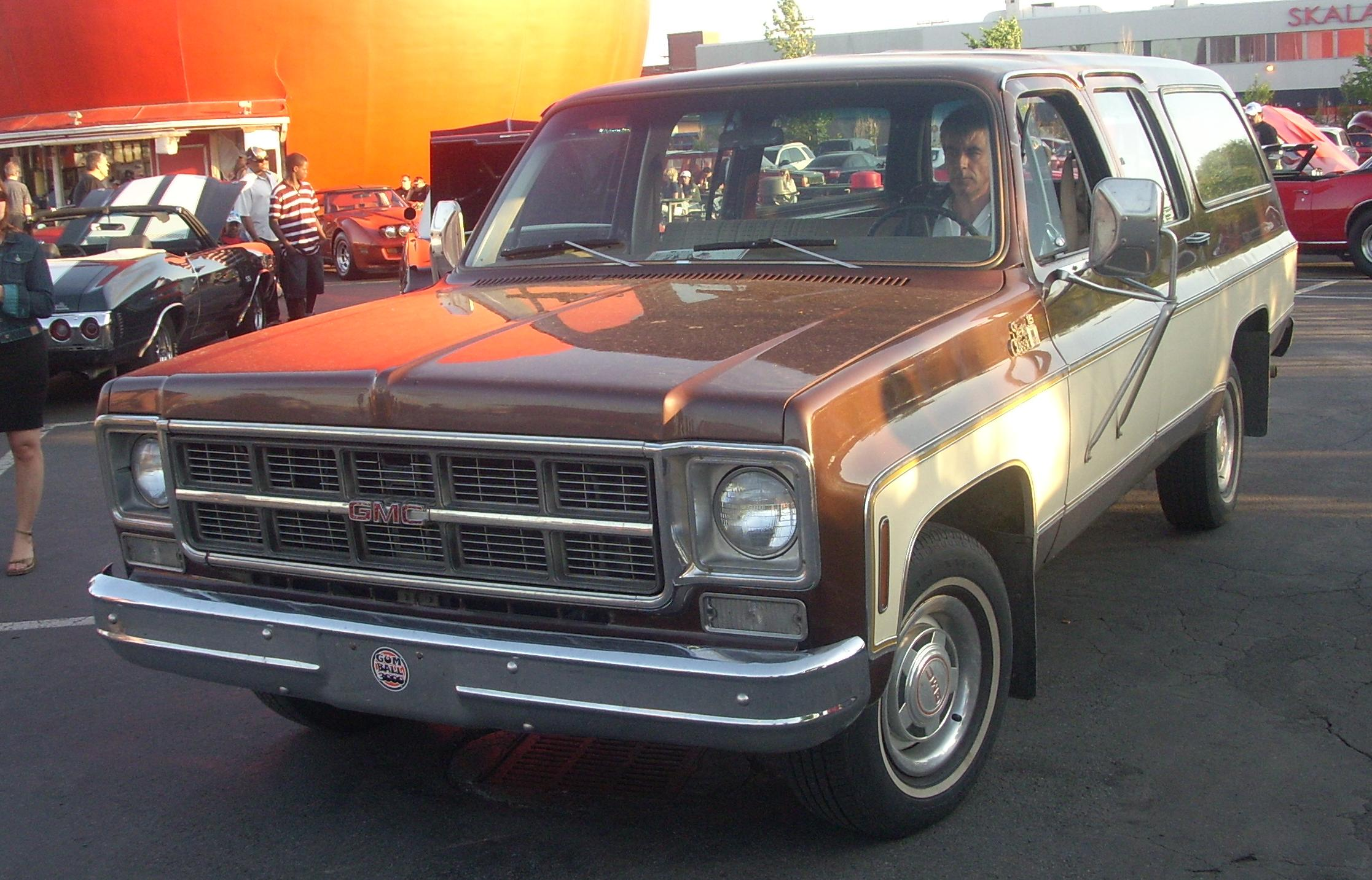
GMC Suburban C15 Sierra Classic (1977)
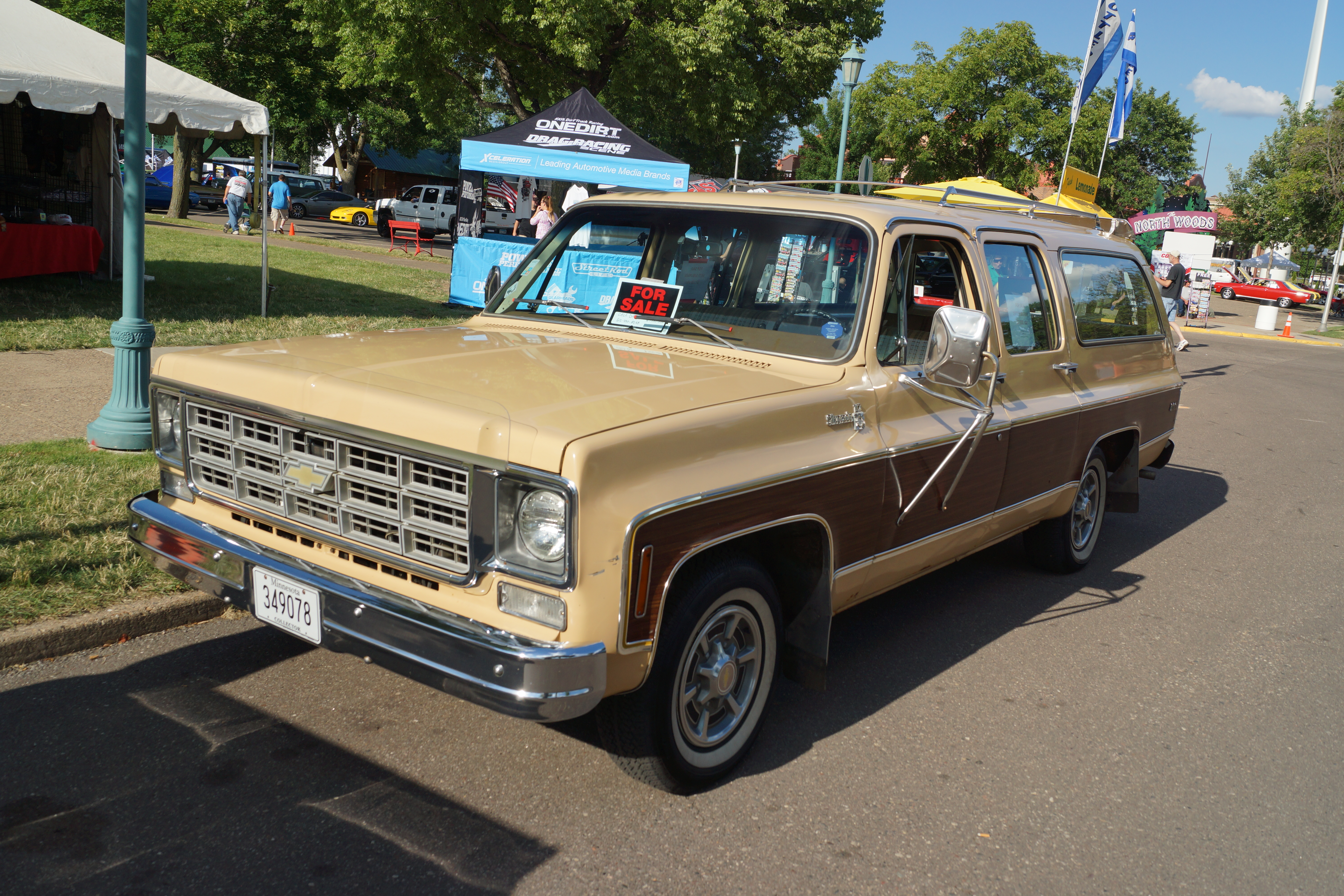
Chevrolet Suburban C20 (1977)
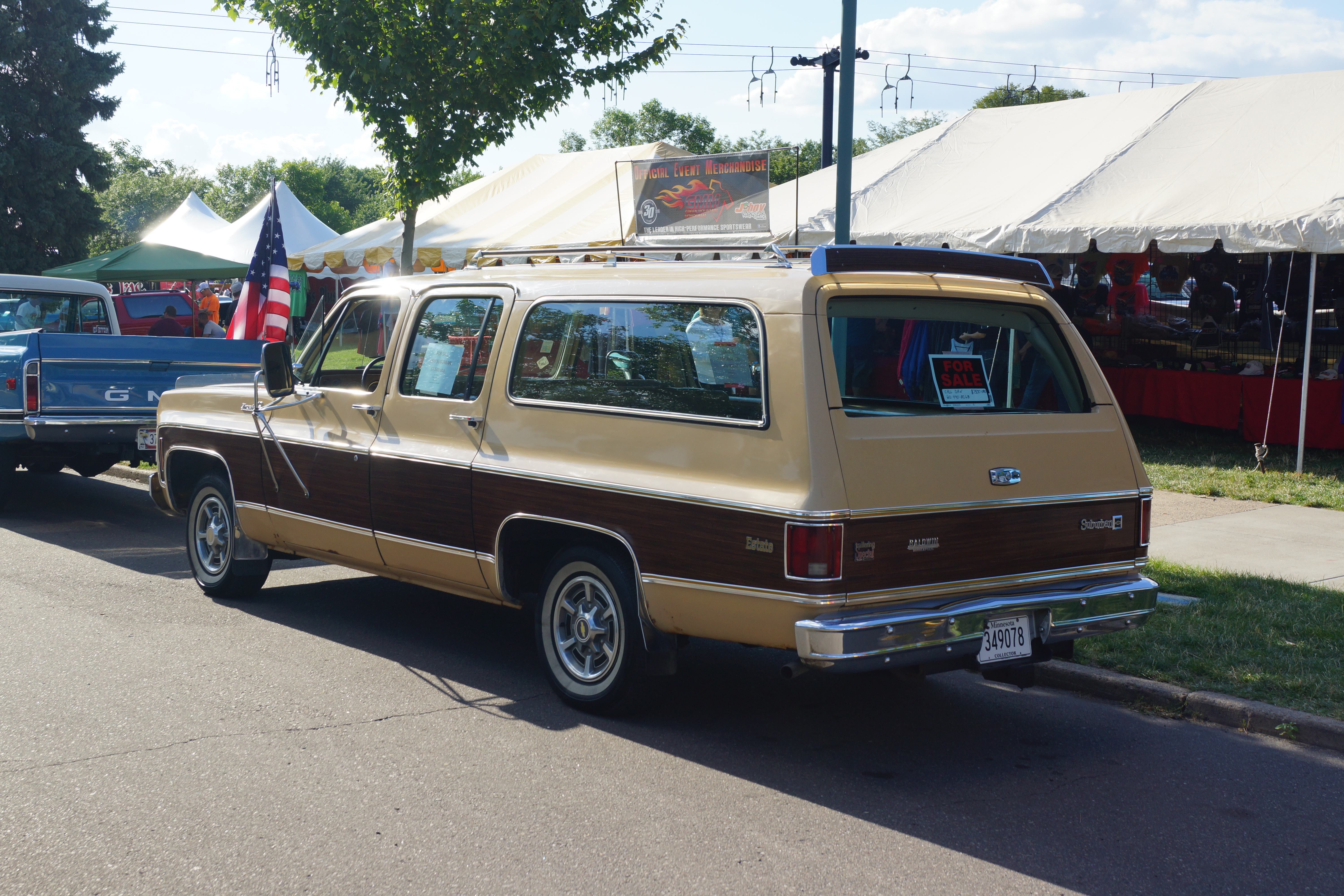
Heckansicht
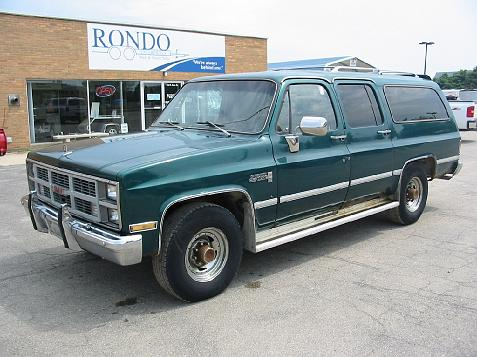
GMC Suburban K25 Diesel (1983)
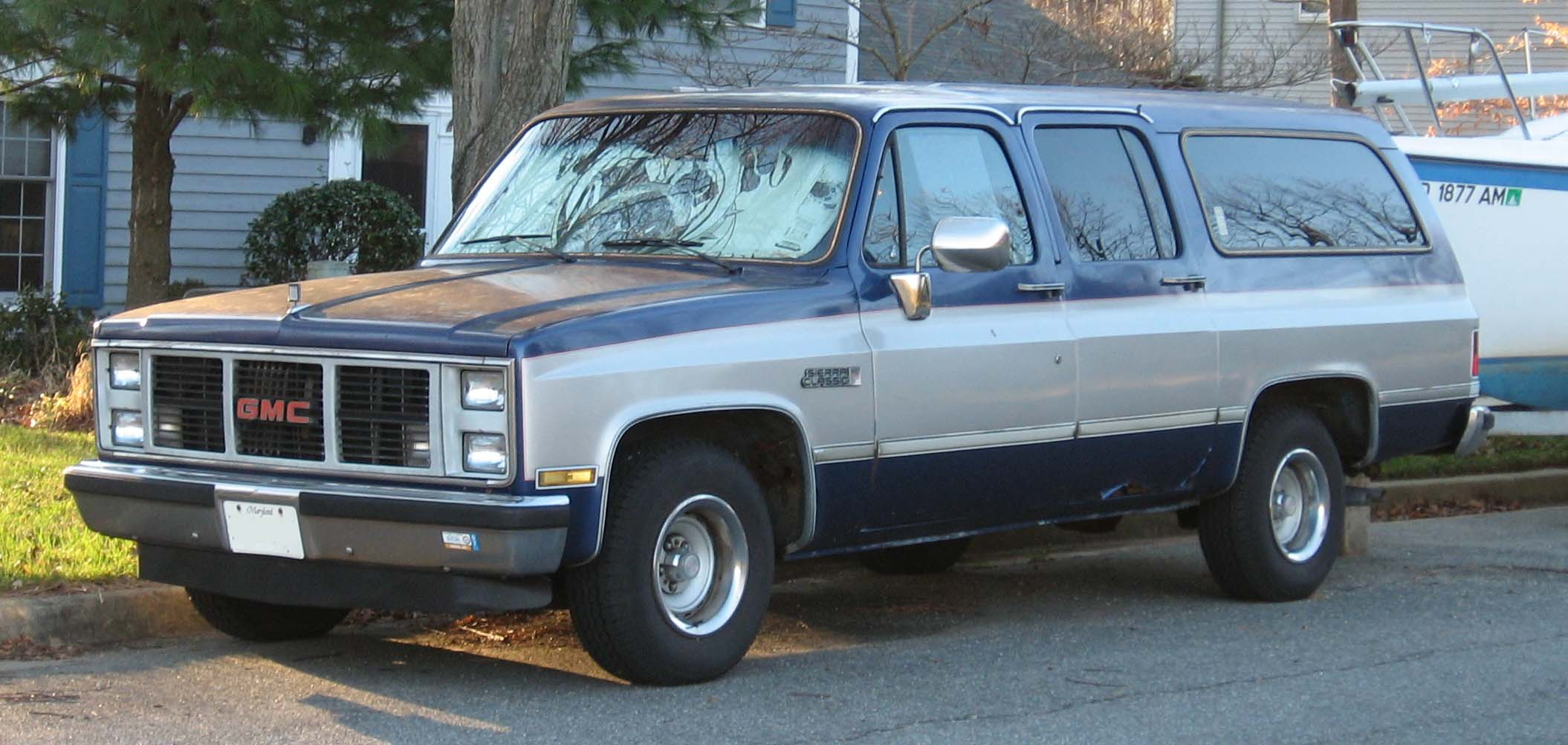
GMC Suburban Sierra Classic
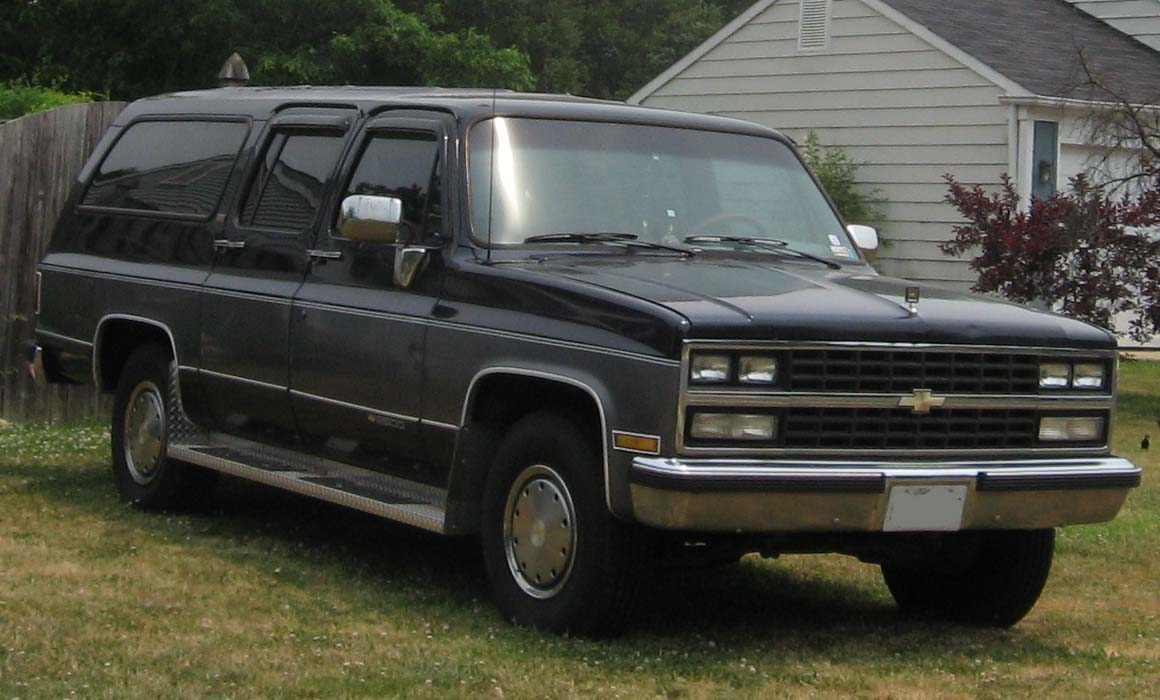
Chevrolet Suburban 2500
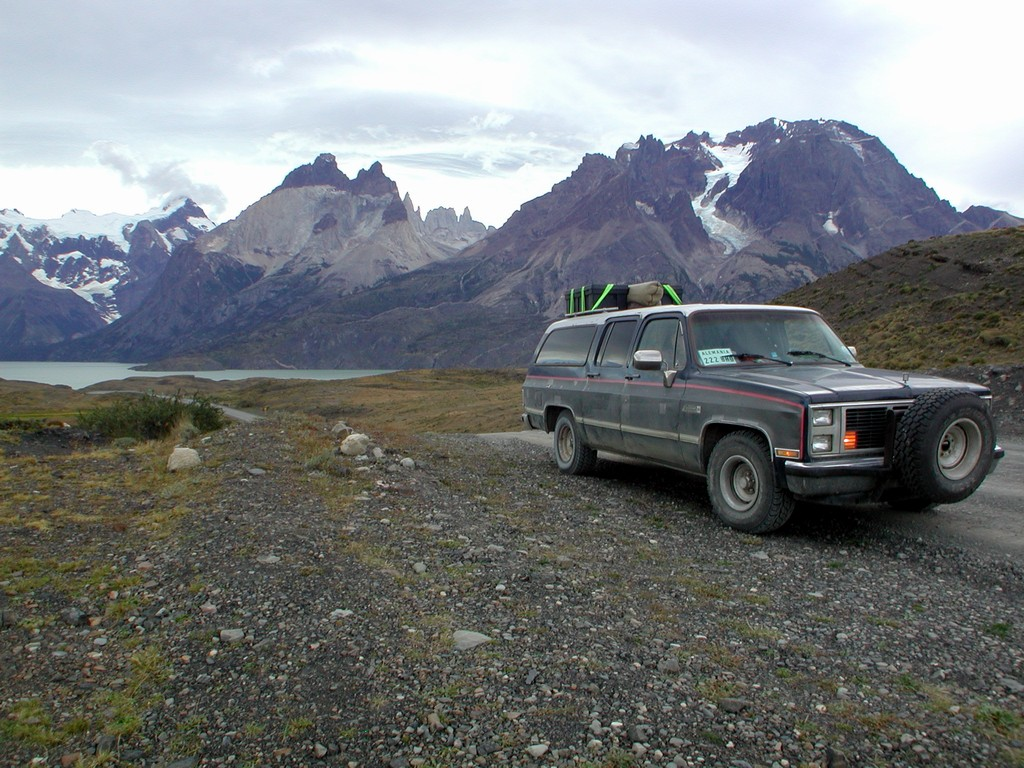
GMC Sierra Classic 1500 (1986)

## Neunte Generation (1992–1999)
Der auf dem GMT 400 basierende Suburban wurde im Modelljahr 1992 eingeführt. Die gleichartigen Pick-upmodelle wurden ab dem Modelljahr 1998 auf neueren Plattformen angeboten. Es gab wieder Modelle mit Heck- und mit Allradantrieb, als „C“ und „K“ bezeichnet, ebenso wie solche mit 0,5 Tonnen und 0,75 Tonnen Nutzlast („1500“ und „2500“).
Der Basismotor war der V8-Motor mit 5735 cm³ Hubraum (Chevrolet-Small-Block). Den V8-Motor mit 7440 cm³ Hubraum (Chevrolet-Big-Block) gab es auf Wunsch im 2500. Den 6,5-Liter-Turbodieselmotor gab es in allen Ausführungen auf Wunsch, wenn er auch im 1500 selten geordert wurde.
Für den 1500 gab es das Automatikgetriebe GM 4L60 mit vier Stufen, für den 2500 das stärkere Automatikgetriebe GM 4L80. Handschaltgetriebe wurden nicht mehr angeboten.
Mit dem GMT400 wurden Einzelradaufhängungen vorne eingeführt. Die Hinterradantriebsmodelle haben Schraubenfedern und die Allradmodelle Drehstäbe an der Vorderachse. Alle Modelle besitzen eine blattgefederte Starrachse hinten.
Der Suburban von 1995 beschleunigt in 11,7 Sekunden von 0 auf 100 km/h. Der Wendekreisdurchmesser beträgt 14,57 m.
Die einfachste Ausstattung ist die LS-Version, dann folgt der LT. Es gab in der ersten Sitzreihe entweder eine Sitzbank oder Einzelsitze und auf Wunsch gab es eine dritte Sitzreihe. So sind zwischen zwei und neun Sitzplätze zu realisieren.
Ab 1994 gab es jährlich Neuerungen:
- Überarbeiteter Vorderwagen und 3. Bremsleuchte (1994)
- Neue Innenausstattung mit Fahrer-Airbag, neue Rückspiegel (1995)
- Neue, leistungsgesteigerte, verbrauchsgünstigere 5,7-Liter- und 7,4-Liter-Motoren, elektronisch schaltbarer Allradantrieb, Tagfahrleuchten, Einstiegsleuchten und einige Änderungen im Innenraum (1996)
- Neue Getriebe, verbesserte Lenkung und Beifahrer-Airbag (1997)
- Wegfahrsperre und permanenter Allradantrieb auf Wunsch, neue Airbags, neue Lenkung und neue Getriebe (1998)
- 1999 wurden bis zur Einführung der neuen 2000er-Modelle keine Änderungen durchgeführt.

1998 führte Holden eine rechtsgelenkte Version des Suburban für die Märkte in Australien und Neuseeland ein. Die mit Otto- oder Dieselmotoren lieferbaren Fahrzeuge besitzen das Armaturenbrett des rechtsgelenkten Chevrolet Blazer (1995–2005). Wegen Qualitätsmängeln und geringem Kundeninteresse gab man diese Modelle aber wieder auf.

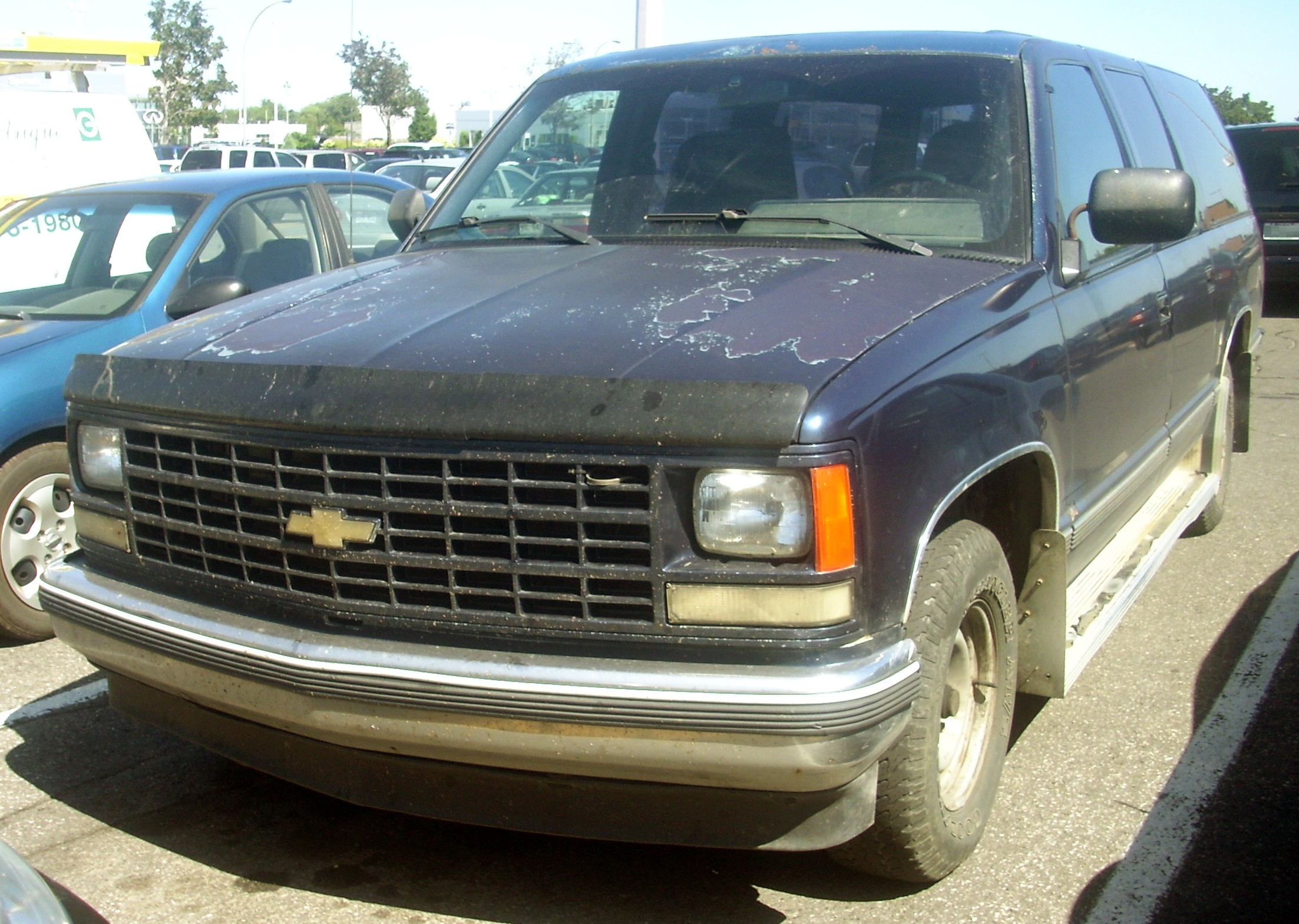
Chevrolet Suburban (Cheyenne Trim) (1992–1994)
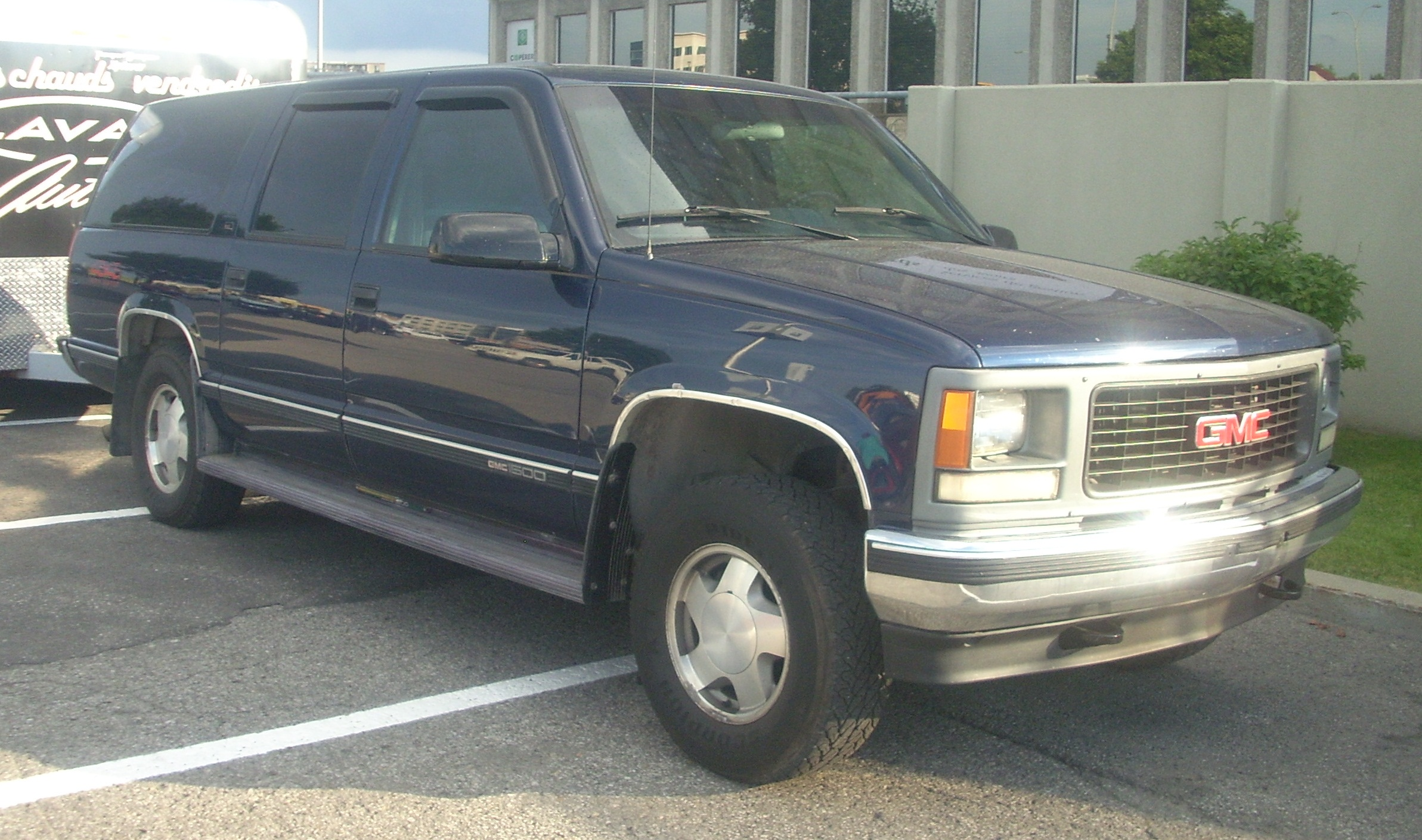
GMC Suburban (SL Trim) (1992–1994)
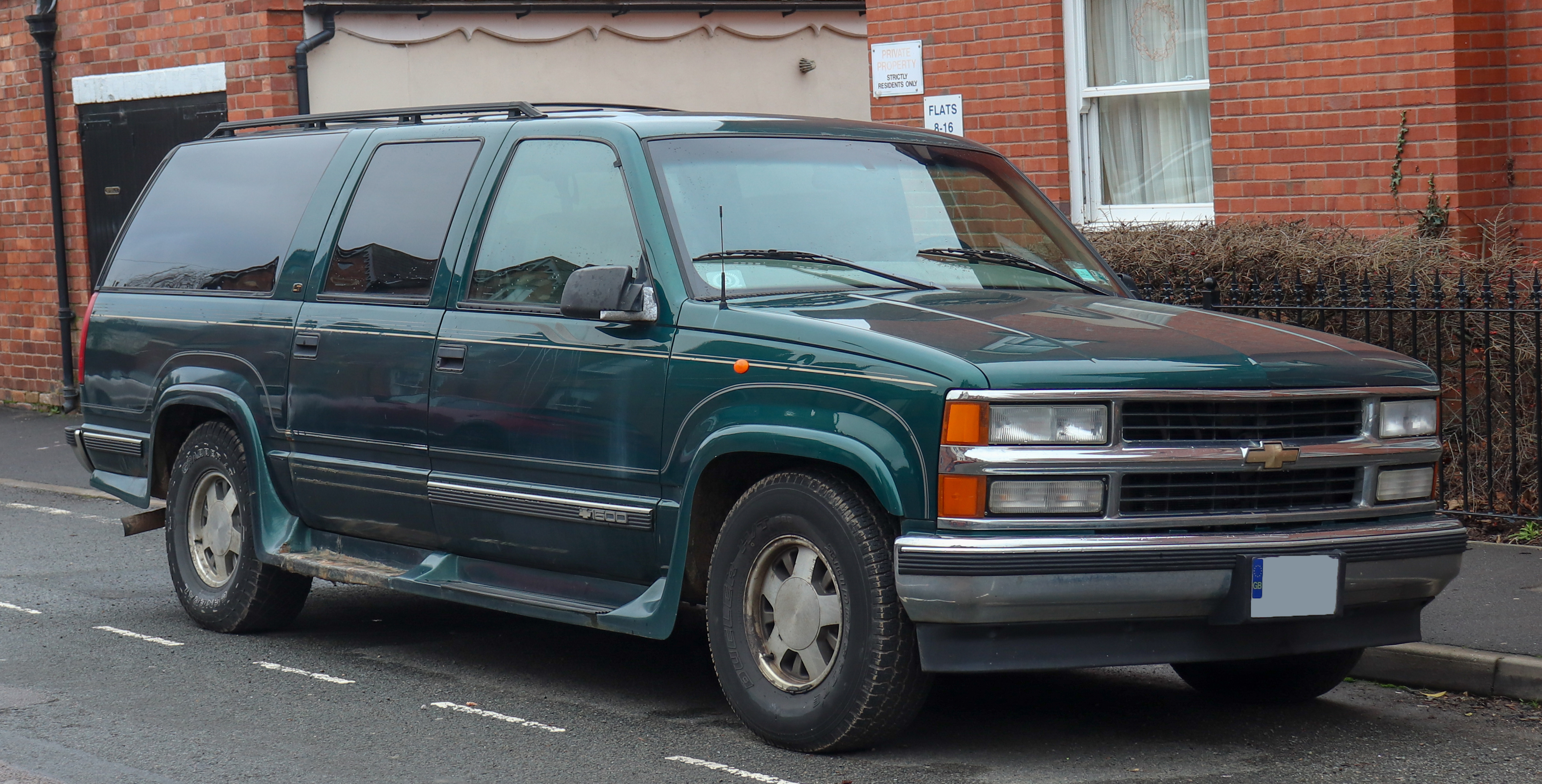
Chevrolet Suburban 1500 (EU-Modell, 1994–1997)
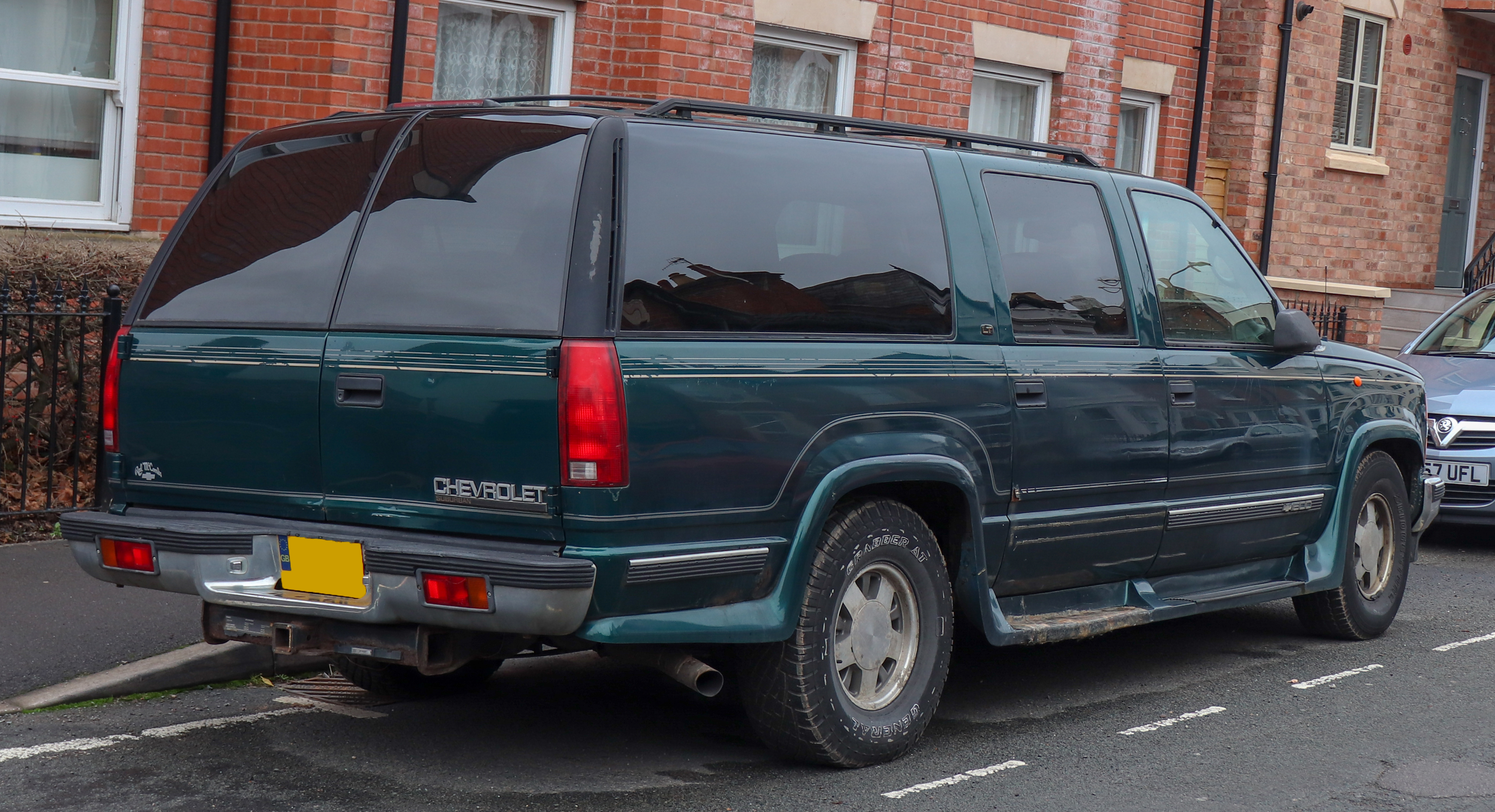
Heckansicht
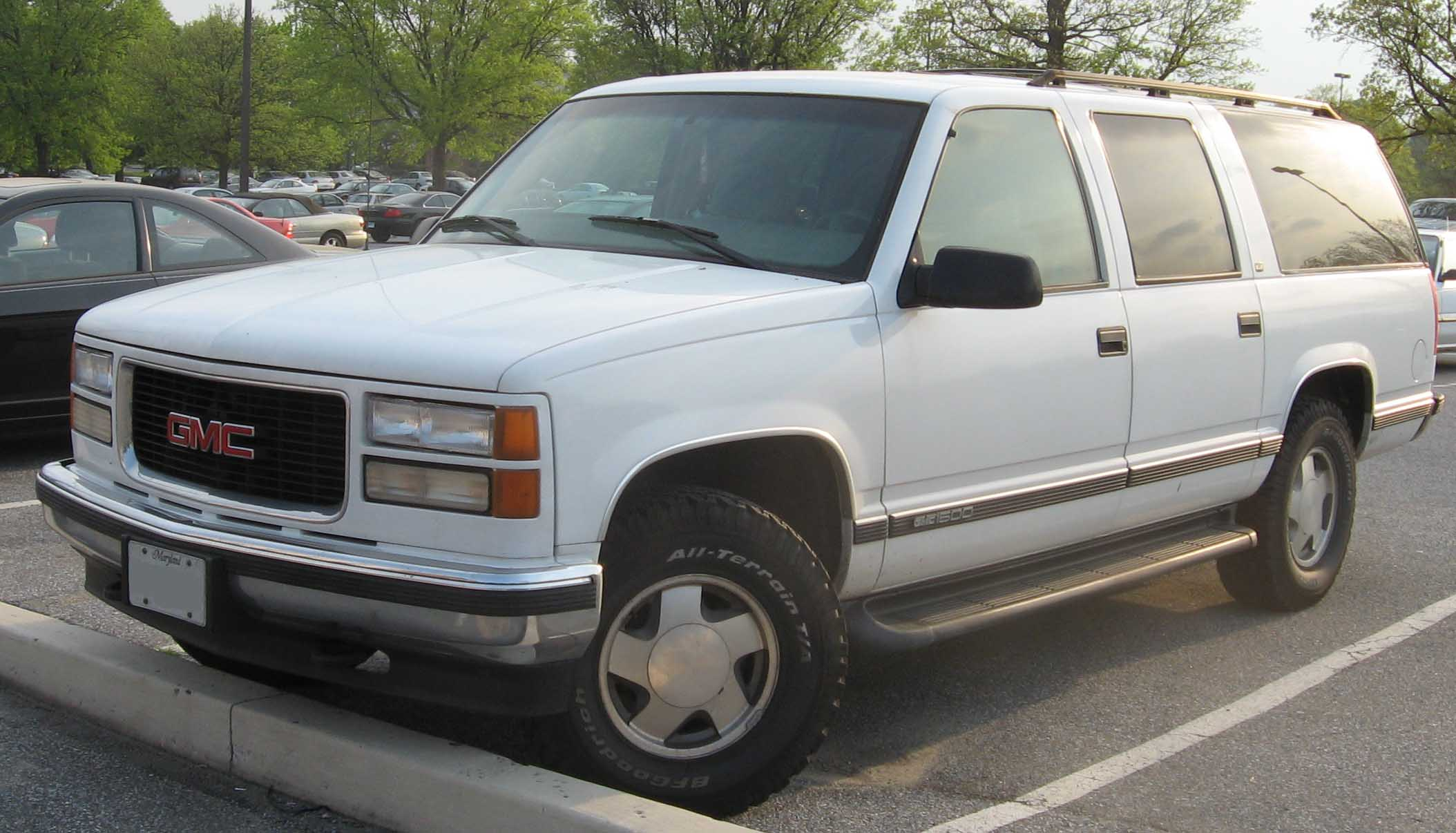
GMT400 GMC Suburban 1500
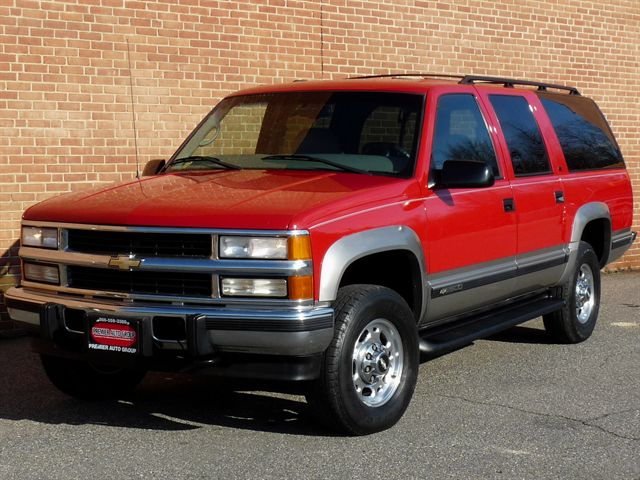
GMT400 Chevrolet Suburban 2500 TurboDiesel (Silverado Trim)

## Zehnte Generation (2000–2006)

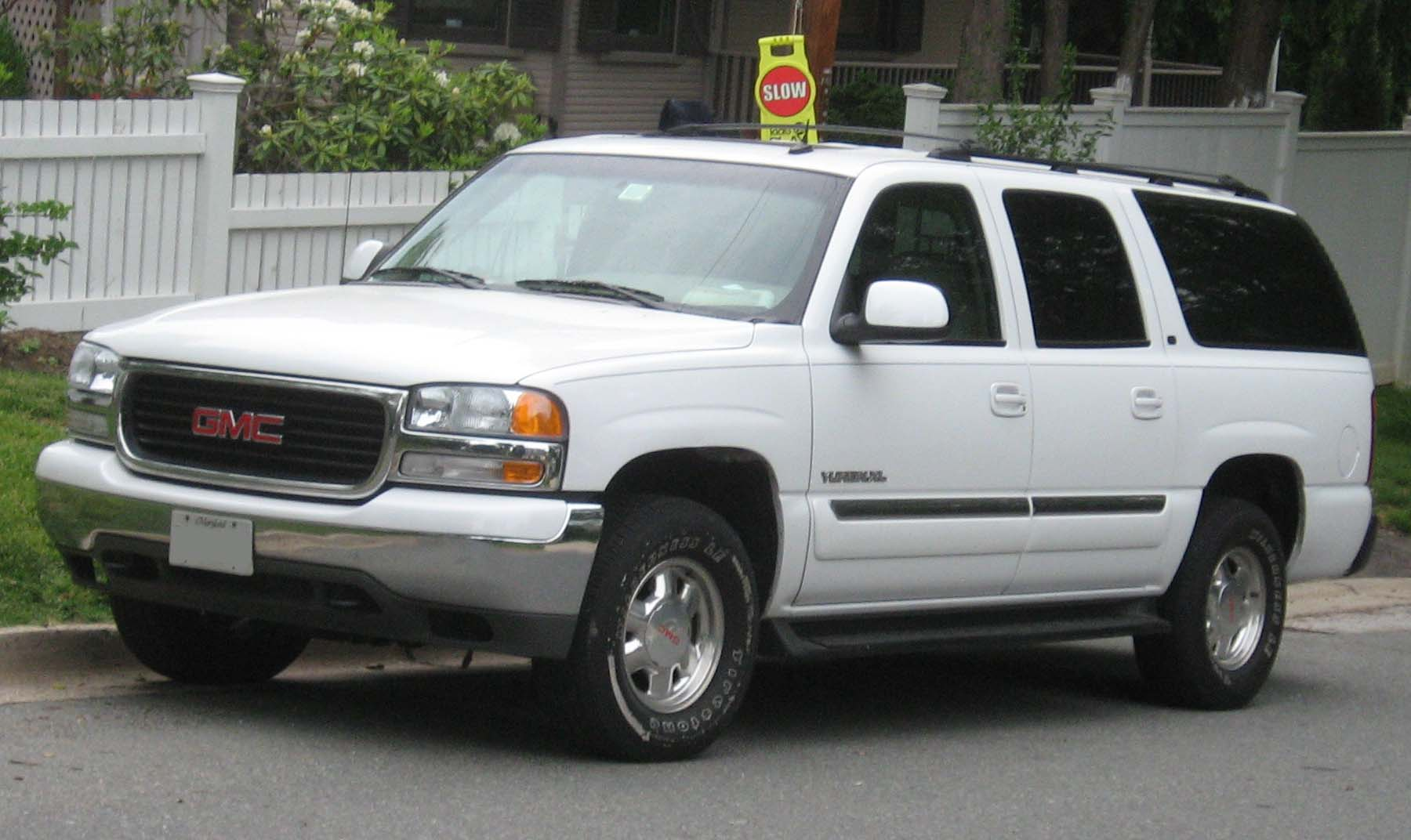
GMT800 GMC Yukon XL

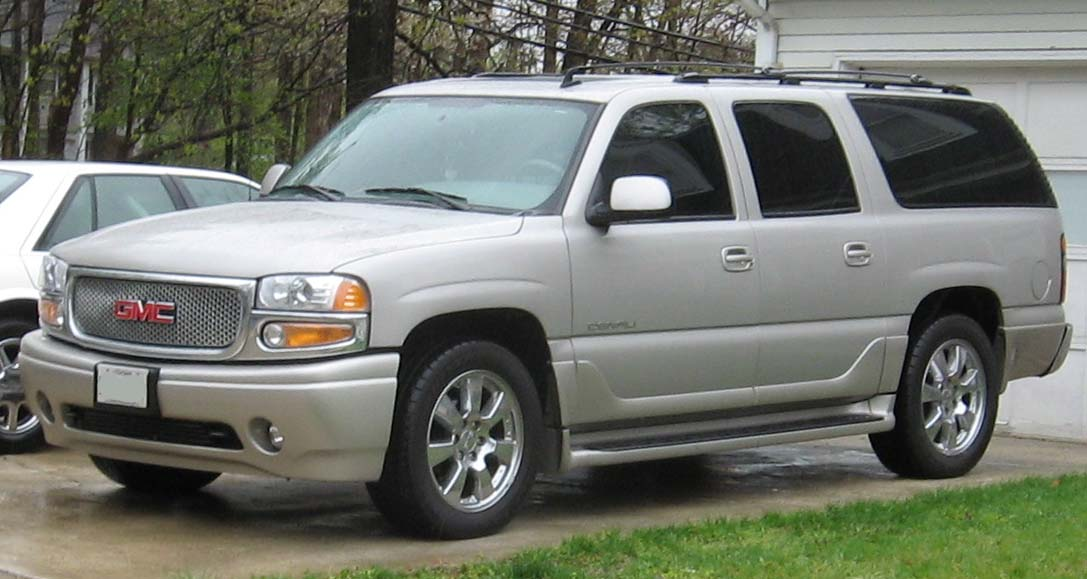
GMT800 GMC Yukon XL Denali

Der auf der GMT800 basierende Suburban wurde 1999 für das Modelljahr 2000 eingeführt. Es gab ihn wieder in den Serien 1500 und 2500. Die Ausstattungslinien waren Basis, LS und LT. Auf Wunsch gab es zuschaltbaren Allradantrieb und eine Anhängerkupplung.  Während Chevrolet die Namen Tahoe und Suburban für die Modelle der GMT800-Plattform beibehielt, benannte GMC die Modelle in GMC Yukon (Schwestermodell des Tahoe) und GMC Yukon XL (Schwestermodell des Suburban) um.
Für die neue Modellreihe kamen die altgedienten 5,7- und 7,4-Liter-V8-Triebwerke genauso wenig mehr zum Einsatz, wie der 6,5-Liter-Dieselmotor. Stattdessen gab es einen V8-Motor mit 5325 cm³ Hubraum für den 1500 und einen mit 5965 cm³ für den 2500.
Neu waren auch:
- Reserverad unter dem Wagenboden (anstatt an der Heckklappe)
- Ausstiegslampen in den Rückspiegeln für die Ausstattungslinien LS und LT
- Neue Instrumentierung mit Bordcomputer und Betriebsstundenzähler für den Motor
- Klimaautomatik für die Ausstattungslinie LT
- Scheibenbremsen an allen vier Rädern
- Niveauregulierung für die Ausstattungslinien LS und LT

Im Modelljahr 2001 wurde die maximale Motorleistung des 6,0-Liter-Motor im 2500 um 15 kW angehoben. Auf Wunsch gab es auch den neuen V8-Motor mit 8128 cm³ Hubraum. OnStar wurde serienmäßig bei den LS- und LT-Modellen mitgeliefert.
Im Modelljahr 2002 wurden verschiedene Sonderausstattungen im LS-Modell serienmäßig, wie z. B. Klimaautomatik vorne und hinten, Aluräder, elektrische Fensterheber, elektrisch verstellbare Vordersitze, Trittbretter, Nebelscheinwerfer und beheizbare Außenspiegel. Die Ausstattungslinie Basis wurde eingestellt; es gab nur noch LS und LT. Der 5,3-Liter-Motor wurde für Alkoholbetrieb zugelassen. Den 6,0-Liter-Motor gab es nicht mehr in der Serie 1500.
Im Modelljahr 2003 bekamen alle großen GM-Trucks eine neue Innenausstattung mit geänderter Mittelkonsole und anderen Verbesserungen. Es gab neue Radios mit RDS, XM Satellite Radio, Bose-Soundsystemen und verbesserter Ergonomie. Auf Wunsch waren die Pedale in der Höhe einstellbar und der Bordcomputer wurde verbessert, sodass er 34 Funktionen des Fahrzeuges darstellen konnte. Auf Wunsch gab es auch ein im Dachhimmel montiertes DVD-System von Panasonic. Eine Fahrdynamikregelung wurde eingebaut und für die Suburban der Serie 2500 und die Yukon XL gab es Allradlenkung. Die Nutzlast für so ausgestattete Fahrzeuge wurde um 136 kg (das Gewicht des Systems) vermindert.
Im Modelljahr 2004 wurden die Fahrzeuge der Serie 1500 mit einem Hydroboost-Bremssystem ausgestattet, das vorher schon bei der Serie 2500 eingeführt worden war. Der Suburban für den mexikanischen Markt erhielt ein neues Fahrzeugheck und eine neue Fahrzeugfront, die denen des Silverado glichen.
Im Modelljahr 2005 wurden die links und rechts angeschlagenen Hecktüren nicht mehr geliefert, sondern nur noch die vorher als Sonderausstattung eingebaute Heckklappe. Einige Motoren erhielten ein elektrisches Kühlsystem, um spritsparender zu laufen, nur die 6,0-Liter- und 8,1-Liter-Motoren im 0,75-Tonnen-Modell (2500) behielten ihren vom Motor angetriebenen Ventilator. Das Z71-Paket – lange nur bei den allradgetriebenen Suburban lieferbar – gab es nun auch in den hinterradgetriebenen. OnStar war in allen Modellen serienmäßig. Schließlich wurde die Fahrdynamikregelung in allen 0,5-Tonnen-Modellen (1500) serienmäßig eingebaut.
Im Modelljahr 2006, im letzten Modelljahr der GMT800-basierten Suburban, gab es ein spezielles LTZ-Paket mit 20-Zoll-Rädern, Allradantrieb und dem 6,0-Liter-Motor mit dem Motorcode LQ4 der Serie 2500. Der Katalysator wurde näher am Motor eingebaut. XM-Radio-Antenne und OnStar-Antenne wurden zu einer Einheit zusammengefasst.

### Motoren
- Vortec 5300: V8-Motor mit 5326 cm³ Hubraum und maximaler Leistung 212 kW (2000–2003) oder 220 kW (2004–2006). maximales Drehmoment: 454 Nm bei 4000/min
- Vortec 6000: V8-Motor mit 5965 cm³ Hubraum und maximaler Leistung 246 kW. maximales Drehmoment: 508 Nm bei 4000/min
- Vortec 8100: V8-Motor mit 8128 cm³ Hubraum und maximaler Leistung 239 kW. maximales Drehmoment: 606 Nm bei 3200/min

## Elfte Generation (2007–2014)

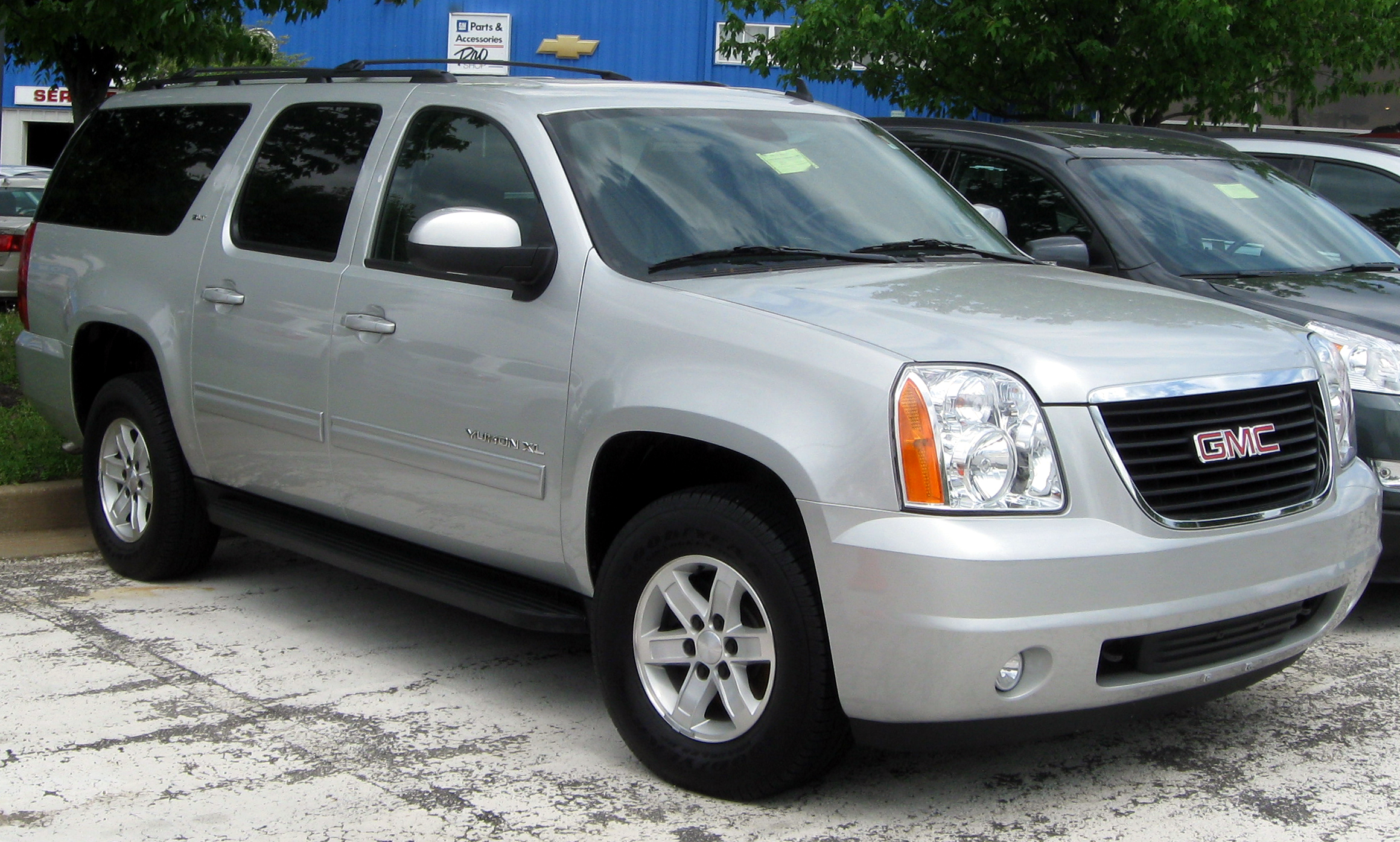
GMC Yukon XL SLT (2010)

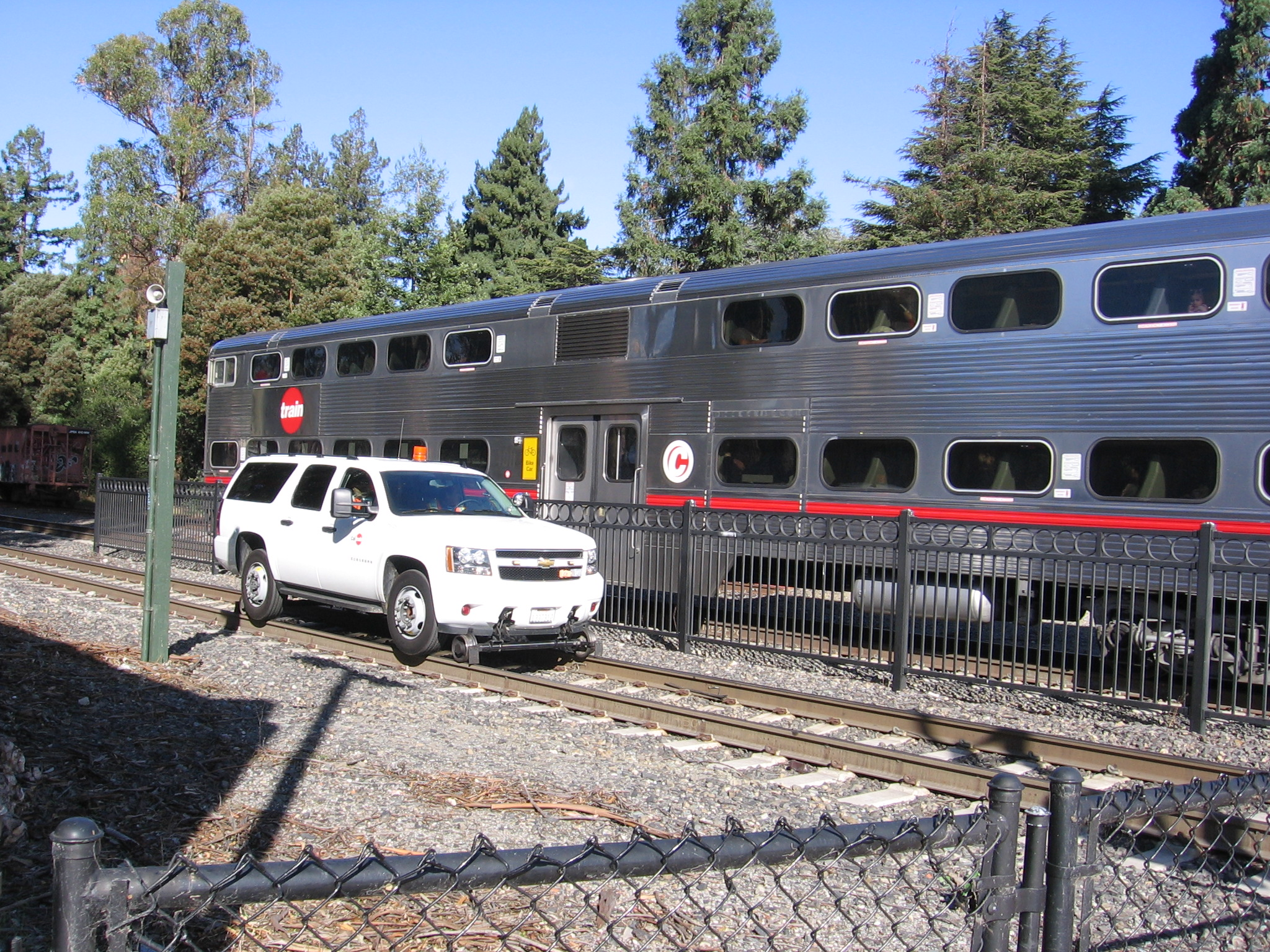
Umbau als Zweiwegefahrzeug

Die Modelle des Jahrgangs 2007 wurden im Januar 2006 auf der Los Angeles Auto Show vorgestellt. Im März 2006 lief die Fertigung der GMT900-Modelle an und im April 2006 standen die ersten Exemplare beim Händler.
Die neuen Modelle besaßen ein moderneres, weniger eckiges Design, das man schon beim früher vorgestellten Chevrolet Tahoe gesehen hatte. Die äußere Form wurde aerodynamisch verbessert, was auch auf die flacher gestellte Windschutzscheibe zurückzuführen ist.
Innen wurden vor allem das Armaturenbrett und die Sitze überarbeitet. Nur noch in der Ausstattungslinie LS gibt es neun Sitzplätze; beim LT2 und LT3 gibt es Ledersitze für sechs, sieben oder acht Passagiere. Im LT2 und LT3 gibt es zudem optional das Z71-Paket mit zweifarbigen Ledersitzen, über das alle in Mexiko produzierten Suburban – auch die Neunsitzer – verfügen.  Der Suburban LTZ wurde serienmäßig mit DVD-Spieler, Navigationssystem und Radio mit Touch-Screen geliefert.
Im Modelljahr 2010, in dem das U.S. News & World Report den Suburban zum besten erschwinglichen „SUV“ gewählt hat, wurde ein neues Premium-Innenraumpaket eingeführt, das eine Dreizonen-Klimaautomatik, Bluetooth und Radiobedienung von den Rücksitzen aus enthält. Alle serienmäßig gelieferten Radiomodelle besitzen einen USB-Port. Der 6,0-Liter-Motor ist auch für E85 geeignet. Schließlich gab es noch kleinere Änderungen an der Fahrzeugfront, wie einen leicht angehobenen Stoßfänger. Seiten-Airbags wurden nunmehr serienmäßig eingebaut.
Im Februar 2010 stellte Chevrolet eine 75-Jahr-Edition des Suburban vor, die mit LTZ-Ausstattung, Dreischichtlackierung außen und einer Kaschmir-Innenausstattung versehen war. 20″-Chromräder, eine neue Dachreling, in das Radio integrierte GPS-Navigation, XM Satellite Radio, Bluetooth, Rückfahrkamera, Parkassistent hinten, Fernstartfunktion, höhenverstellbare Pedale, Ledersitze und beheizte / gekühlte Vordersitze waren serienmäßig.
Die Motoren mit 5,3 Liter und 6,0 Liter Hubraum waren weiterhin lieferbar; ein neuer 6,2-Liter-V8-Motor mit 301 kW kam dazu. Der 8,1-Liter-V8-Motor wurde mit dem Vorgänger eingestellt.

## Zwölfte Generation (2014–2020)

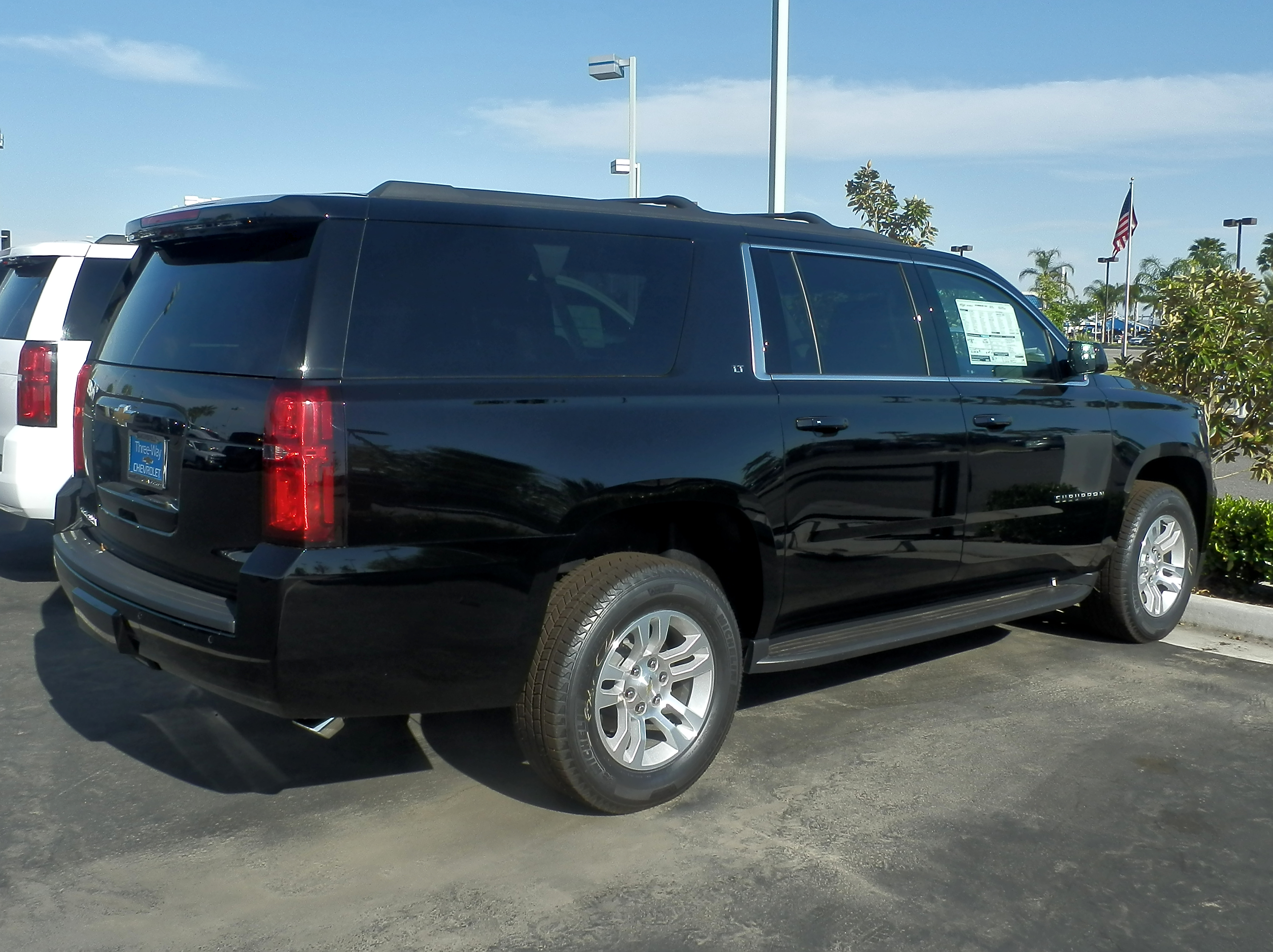
Heckansicht

Die zwölfte Generation des Suburban (interne Modellbezeichnung GMTK2YC) wurde 2013 vorgestellt. Die formale Messepremiere fand auf der LA Auto Show desselben Jahres statt. Sie basiert auf der Plattform GMTK2XX. Im Jahr 2014 ging das Fahrzeug mit einem 5,3-Liter-V8-Ottomotor mit 250 kW maximaler Leistung in den Verkauf. 2015 wurde der Motor für E85 tauglich gemacht und die maximale Leistung auf 265 kW erhöht. Im Sommer 2018 wurde zusätzlich der Suburban RST mit einem 6,2-Liter-V8-Ottomotor, einem 10-Stufen-Automatikgetriebe und einer maximalen Leistung von 313 kW vorgestellt.

## Suburban (seit 2020)

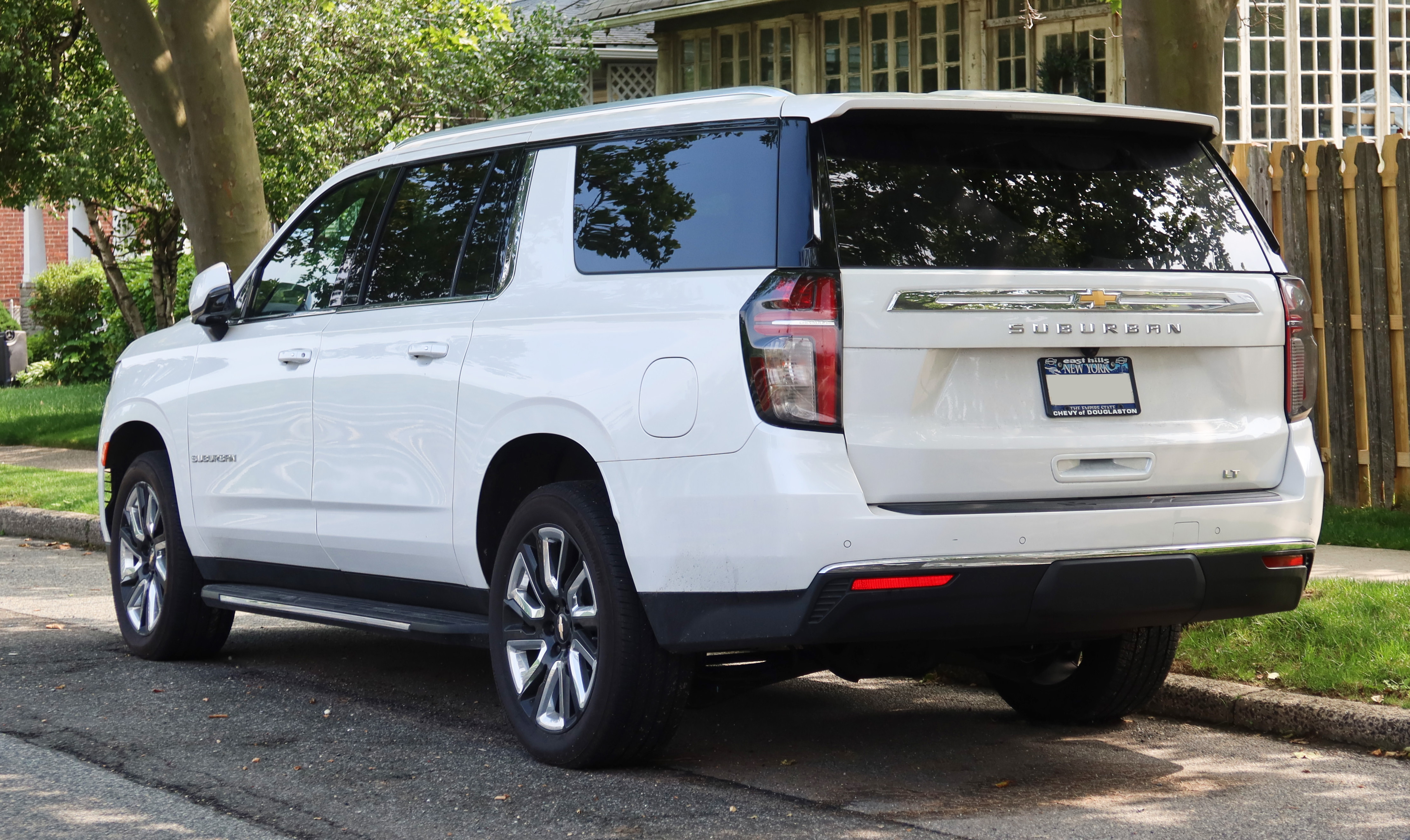
Heckansicht

Im Dezember 2019 wurde gemeinsam mit dem kürzeren Chevrolet Tahoe eine neue Baureihe (interne Modellbezeichnung GMTT1YC) auf der GMTT1XX-Plattform von General Motors in Detroit vorgestellt. Eine überarbeitete Version wurde im Oktober 2024 präsentiert.
Die ab Marktstart erhältlichen Motoren sind mit 265 kW maximaler Leistung ein 5,3-Liter-V8-, mit 313 kW ein 6,2-Liter-V8-Ottomotor und ein maximal 207 kW leistender 3,0-Liter-R6-Dieselmotor mit Turboaufladung und Common-Rail-Einspritzung. Einziges erhältliches Getriebe ist ein Zehnstufen-Automatikgetriebe. Gemeinsam mit dem Chevrolet Tahoe wird der Suburban im GM-Werk Arlington, US-Bundesstaat Texas gebaut. Erstmals wurde die Starrachsaufhängung an der Hinterachse, die bei den Vorgängergenerationen verwendet wurde, gegen eine Mehrlenkerhinterachse getauscht.